# Comissário Maigret
Comissário Jules Maigret ou simplesmente Comissário Maigret  (Commissaire Maigret) é um personagem de ficção de novelas policiais, o mais popular entre os personagens criados pelo escritor belga Georges Simenon.  O comissário Jules Maigret apareceu em 75 novelas e 28 contos publicados entre 1931 e 1972,  além de vários filmes para a TV, um dos quais dirigidos por Pierre Granier-Deferre, que se pode encontrar no IMDB.
Segundo se pode desprender da obra, Maigret nasceu em 1887 ao povo fictício de Saint-Fiacre, inspirado em Paray-le-Frésil, próximo da cidade de Moulins (departamento de Alier). Em 1907 Maigret começa a carreira de medicina em Nantes, mas no ano seguinte abandona-a e muda-se para Paris, onde começa a trabalhar na polícia. Em 1912 casa-se com Louise Leonard e vão viver no apartamento de Boulevard Richard Lenoir, que não abandonarão até a aposentação do comissário. Em 1913 tem o seu primeiro caso importante, refletido à primeira investigação de Maigret, quando era um modesto ajudante numa esquadra de bairro, e que lhe valerá um lugar na Polícia Judiciária, da qual chegará a ser comissário em 1928, cargo que ocupará, depois de recusar em várias ocasiões a possibilidade de ascender a diretor da Polícia Judiciária, até a sua aposentação em 1956, com 69 anos. Então Maigret retira-se para uma casa de campo que tinha comprado em 1953 e onde, com frequência, passava os fins de semana, em Meung-sur-Loire, no departamento de Loiret. Inclusive retirado do seu trabalho, Maigret continuar-se-á ocupando ocasionalmente de resolver os casos interessantes que encontra por diante.
A forma habitual de Maigret solucionar os casos que se lhe apresentam é «introduzir-se nas vidas» daquelas pessoas que estão ao redor do assunto pesquisado. Resolve os casos mediante o entendimento das formas de vida dos seus pesquisados, pensando, comendo, e vivendo como eles. Através do comissário Maigret, Georges Simenon conta-nos histórias policiais mas sobretudo conta-nos histórias de pessoas, povos e cidades, pequenas histórias que se transcendem, porque tratam temas universais.

## Obras originais
Título original em francês e data de publicação das obras de Simenon tendo por protagonista o Comissário Maigret.
| - Pietr-le-Letton (maio 1931) - Le Charretier de la Providence (março 1931) - Monsieur Gallet, décédé (fevereiro 1931) - Le Pendu de Saint-Pholien (fevereiro 1931) - La Tête d'un homme (setembro 1931) - Le Chien jaune (abril 1931) - La Nuit du carrefour (junho 1931) - Un crime en Hollande (julho 1931) - Au rendez-vous des Terre-Neuvas (agosto 1931) - La Danseuse du Gai-Moulin (novembro 1931) - La Guinguette à deux sous (dezembro 1931) - Le Port des brumes (maio 1932) - L'Ombre chinoise (janeiro 1932) - L'Affaire Saint-Fiacre (fevereiro 1932) - Chez les Flamands (março 1932) - Le Fou de Bergerac (abril 1932) - Liberty Bar (julho 1932) - L'Écluse número 1 (junho 1933) - Maigret (março 1934) - Les Nouvelles Enquêtes de Maigret (março 1944), coletânea de livros : - La Péniche aux deux pendus (31 outubro e 7 novembro 1936) - L'Affaire du Boulevard Beaumarchais (24 e 31 outubro 1936) - La Fenêtre ouverte (7 e 14 novembro 1936) - Monsieur Lundi (20 dezembro 1936) - Jeumont, 51 minutes d'arrêt (sem pré-publicação) - Peine de mort (14 novembro 1936) - Les Larmes de bougie (22 novembro 1936) - Rue Pigalle (29 novembro e 6 dezembro 1936) - Une erreur de Maigret (3 janeiro 1937) - L'Amoureux de Madame Maigret (28 julho1939) - La Vieille Dame de Bayeux (3 fevereiro 1939) - L'Auberge aux noyés (11 novembro 1938) - Stan le tueur (23 dezembro 1938) - L'Étoile du Nord (30 setembro 1938) - Tempête sur la Manche (20 maio 1938) - Mademoiselle Berthe et son amant (29 abril 1938) - Le Notaire de Châteauneuf (17 junho 1938) - L'Improbable Monsieur Owen (15 julho 1938) - Ceux du Grand-Café (12 agosto 1938) - Menaces de mort (8 março a 12 abril 1942), - Maigret revient… (outubro 1942), coletânea de três romances : - Les Caves du Majestic (terminado em dezembro 1939) - La Maison du juge (terminado em 31 janeiro 1940) - Cécile est morte (terminado em dezembro 1940) - Signé Picpus (janeiro 1944), coletânea de três romances : Signé Picpus (escrito em 1941) Félicie est là (escrito em maio 1942) L'Inspecteur Cadavre (concluído em 3 março 1943) - La Pipe de Maigret (julho 1947), conto - Maigret se fâche (julho 1947) - Maigret à New York (julho 1947) - Maigret et l'Inspecteur malgracieux (outubro 1947), coletânea de contos: - Le Témoignage de l'enfant de chœur (escrito em 28 abril 1946) - Le Client le plus obstiné du monde (escrito em 2 maio 1946) - Maigret et l'Inspecteur malgracieux (escrito em 5 maio 1946) - On ne tue pas les pauvres types (escrito em 15 agosto 1946) - Les Vacances de Maigret (junho 1948) - Maigret et son mort (maio 1948) - La Première Enquête de Maigret, 1913 (fevereiro 1949) - Mon ami Maigret (junho 1949) - Maigret chez le coroner (outubro 1949) - Maigret et la Vieille Dame (fevereiro 1950) - L'Amie de madame Maigret (maio 1950) - Maigret et les Petits Cochons sans queue (agosto1950), coletânea de contos, duas com Maigret : - L'Homme dans la rue (escrita em 1939) - Vente à la bougie (escrita em 1939) - Les Mémoires de Maigret (janeiro 1951) - Un Noël de Maigret, coletânea de contos, um dos quais com Maigret (escrito em maio 1950), conto - Maigret au « Picratt's » (abril 1951) - Maigret en meublé (julho 1951) - Maigret et la Grande Perche (outubro 1951) - Maigret, Lognon et les Gangsters (fevereiro 1952) - Le Revolver de Maigret (setembro 1952) - Maigret et l'Homme du banc (janeiro 1953) - Maigret a peur (julho 1953) - Maigret se trompe (novembro 1953) - Maigret à l'école (março 1954) - Maigret et la Jeune Morte (junho 1954) - Maigret chez le ministre (novembro 1954) - Maigret et le Corps sans tête (junho 1955) - Maigret tend un piège (outubro 1955) - Un échec de Maigret (setembro 1956) - Maigret s'amuse (março 1957) - Maigret voyage (dezembro 1957) - Les Scrupules de Maigret (junho 1958) - Maigret et les Témoins récalcitrants (março 1959) - Une confidence de Maigret (setembro 1959) - Maigret aux assises (maio 1960) - Maigret et les Vieillards (novembro 1960) - Maigret et le Voleur paresseux (novembro 1961) - Maigret et les Braves Gens (abril 1962) - Maigret et le Client du samedi (novembro 1962) - Maigret et le Clochard (1963) - La Colère de Maigret (1963) - Maigret et le Fantôme (julho 1964) - Maigret se défend (novembro 1964) - La Patience de Maigret (novembro 1965) - Maigret et l'Affaire Nahour (dezembro 1966) - Le Voleur de Maigret (abril 1967) - Maigret à Vichy (janeiro 1968) - Maigret hésite (1968) - L'Ami d'enfance de Maigret (novembro 1968) - Maigret et le Tueur (outubro 1969) - Maigret et le Marchand de vin (fevereiro 1970) - La Folle de Maigret (novembro 1970) - Maigret et l'Homme tout seul (maio 1971) - Maigret et l'Indicateur (outubro 1971) - Maigret et Monsieur Charles (julho 1972) |